# 武藤守一
武藤 守一（むとう しゅいち、1910年5月11日 - 1970年9月30日）は日本の経済学者。学校法人立命館総長。立命館大学学長。

## 来歴
岐阜県生まれ。1936年（昭和11年）3月、立命館大学法経学部経済学科を卒業後、研究生として立命館に残る。主として金融経済論、経済政策論、経済理論を中心に研究。1941年（昭和16年）に立命館大学講師、1942年（昭和17年）に同大学助教授、1943年（昭和18年）に同大学教授に就任した。その後、同大学院経済学研究科長、経済学部長、教学部長、図書館長などを歴任。1969年（昭和44年）には立命館総長事務取扱に就任。
翌1970年（昭和45年）2月1日行われた総長選挙を経て戦後長らく総長の地位にいた末川博の後を受け立命館総長となった。初の立命館学園生え抜き総長として期待されたが、総長就任から約半年で脳溢血に倒れ、そのまま復帰することなく同年9月30日に死去した。
葬儀は同年10月7日、立命館葬として衣笠学舎体育館で行われた。

## 経歴
- 1910年　岐阜県に生まれる
- 1936年　立命館大学法経学部経済学科卒業、研究生採用
- 1941年　立命館大学講師
- 1942年　立命館大学助教授
- 1943年　立命館大学教授
- 1949年　立命館大学学生部長
- 1952年　教職員組合執行委員長
- 1956年　経済学部主事
- 1957年　欧州・インドに留学
- 1959年　経済学部長、大学院経済学研究科長
- 1960年　教学部長
- 1964年　立命館大学図書館長
- 1968年　経済学部長、大学院経済学研究科長（再任）
- 1969年　立命館総長事務取扱
- 1970年　立命館総長（2月）
- 1970年　死去（9月30日）

## 人物・エピソード
- 日中戦争初期、上海で兵士として戦争に参加。腸チフスにかかり野戦病院で生死の境をさまよったが奇跡的に一命を取り留めたことがある。
- 徐州作戦で弾雨、地雷の中を「天に運を任せて南下」した経験がある。
- 悲惨な戦争体験も淡々とした口調で学生に話すなど、寡黙で自分の感情を外には出さない性格だったとされる。

## 主要著作
- 「経済政策」（1947年、社会文化学会）
- 「経済特殊問題」（1948年、有斐閣）
- 「金融論」（1949年、三和書房）
- 「経済政策序講」（1949年、三和書房）
- 「経済政策学の基本問題」（1950年、三和書房）
- 「貨幣理論と貨幣政策」（1950年、三和書房）
- 「外国為替論」（1952年、三和書房）
- 「経済政策学総論（1952年、三和書房）
- 「貨幣・銀行券・紙幣」（1952年、三和書房）
- 「危機経済の打開」（1954年、雄渾社）
- 「経済政策論」（1955年、三和書房）
- 「戦後の国家的銀行と半国家的銀行」（1956年、雄渾社）
- 「戦後における国家的金融機関の動向と特質 - 宮田・藤田編「日本経済政策の展開」の一篇」-（1958年、関書房）
- 「東風は西風を圧する - 欧亜遊学記 -」（1958年、自費出版）
- 「経済政策論」（1959年、法律文化社）
- 「貨幣・銀行券および紙幣（金融論）」（1966年、法律文化社）
- 「新しい政治経済学」（1968年、大月書房）
- 「現代資本主義」（1969年、法律文化社）